# Le Parachutiste
Pour plus de détails, voir Fiche technique et Distribution.
Le Parachutiste (Parachute Jumper) est un film américain réalisé par Alfred E. Green, sorti en 1933.

## Synopsis
Les pilotes des Marines, Bill Keller et Toodles Cooper sont abattus au-dessus du Nicaragua. Lorsqu'une équipe de recherche les trouve ivres et sains et saufs dans une cantine, ils acceptent de se séparer du corps des Marines. En un rien de temps, ils trouvent un emploi de pilote commercial dans une entreprise new-yorkaise. Mais à leur arrivée, ils découvrent que leur nouvel employeur a fait faillite. Sans emploi et presque sans le sou, ils rencontrent une femme nommée Alabama Brent et lui demandent de partager leur appartement pour économiser des frais. Après avoir échappé à la mort lors d'une cascade de parachutisme, Bill trouve finalement un emploi chez le trafiquant d'alcool Kurt Weber. Le duo de pilote se retrouve alors mêlés aux activités de contrebande de Weber, qui fait venir par avion de l'alcool de contrebande du Canada. Lors d'un de ces voyages, Bill abat deux avions de la patrouille frontalière en les prenant pour des pirates de l'air sans faire de victimes.
Pendant ce temps, Weber et son homme de main Steve tendent un piège mortel à deux ex-employés mécontents et non payés. Répugné, Bill donne sa démission mais Weber le persuade, ainsi que Toodles, de faire chacun une livraison supplémentaire. Plus tard, Bill apprend que cette fois, ils font de la contrebande de stupéfiants et non d'alcool. Au même moment, les autorités se rapprochent du bureau de Weber. Weber et Bill échappent à leur piège et prennent un avion pour le Canada. Une fois de plus, les avions de la patrouille frontalière les poursuivent et abattent l'avion de Weber. Par la suite, Bill persuade les autorités canadiennes qu'il est la victime innocente du kidnappeur Weber. Finalement, Toodles décide de se réengager dans les Marines. Bill fait sa demande à Alabama, lui promettant qu'il pourra la soutenir si lui aussi rejoint le Corps. 

## Fiche technique
- Titre : Le Parachutiste
- Titre original : Parachute Jumper
- Réalisation : Alfred E. Green
- Scénario : John Francis Larkin d'après l'histoire Some Call It Love de Rian James
- Production : Darryl F. Zanuck, Jack L. Warner (producteur exécutif) et Raymond Griffith (producteur superviseur) (non crédités)
- Société de production : Warner Bros. Pictures
- Musique : Cliff Hess (non crédité)
- Photographie : James Van Trees
- Montage : Ray Curtiss
- Direction artistique : Jack Okey
- Costumes : Orry-Kelly
- Pays d'origine : États-Unis
- Langue : anglais
- Format : Noir et blanc - Son : Mono
- Genre : Drame
- Durée : 65 minutes
- Dates de sortie : 
  - États-Unis : 23 janvier 1933 première
  - États-Unis : 28 janvier 1933

## Distribution
- Douglas Fairbanks Jr. : Bill Keller
- Bette Davis : Patricia 'Alabama' Brent
- Frank McHugh : Toodles Cooper
- Claire Dodd : Mme Newberry
- Leo Carrillo : Kurt Weber
- Harold Huber : Steve Donovan
- Thomas E. Jackson : Détective Lt. Coffey
- Lyle Talbot (rôle indéterminé - scènes supprimées)

Acteurs non crédités
- Ed Brady : Capitaine J. C. Mason
- Walter Brennan : Un convive au premier dîner
- Frank Hagney : Un marine
- Nat Pendleton : Le policier à moto